# 天边有一簇圣火
《天边有一簇圣火》（英語：Sacred Fire in a Remote Place），导演宋昭，编剧郑振环，主演张光北、魏积安、刘劲、淳于珊珊，根据李镜小说《冷的边关热的血》改编而成。1990年在中国大陆上映。

## 剧情
该片讲述铁舰山边疆哨所二排长“刘清涧”看到一排长“蓝禾儿”家境困难，主动把军校招生的名额让给蓝禾儿的故事。

## 演出
| 演员     | 角色   | 备注 |
| 魏积安   | 蓝禾儿 | 来自陕西省北部农村家庭，铁舰山边疆哨所一排长，父亲瘫痪在床，哥哥去世，未婚妻嫌弃他放弃了两人的婚约，他娶了嫂嫂为妻。 |
| 张光北   | 刘清涧 | 铁舰山边疆哨所二排长。                                                                                               |
| 淳于珊珊 | 罗长贵 | |
| 王丽云   | 巧巧   | 蓝禾儿的嫂嫂，后来娶做妻子。                                                                                         |
| 刘劲     | 冷春   | [ 2 ] |
| 高志强   | 韩五一 | |
| 金萍     | 雪雁   | |
| 任正彬   | 黎凡   | |
| 李敏     | 杨小娥 | |
| 王维明   | 郝黑子 | |
| 马骏     | 营长   | |
| 王宏武   |        | 蓝禾儿父亲 |
| 王澎     | 司务长 | |
| 任帅     | 冷秋   | |

## 曲目
片中歌曲由付笛生、任静歌唱。配乐由中国国家交响乐团配制。

## 制作
兰州军区、甘肃省军区、酒泉军分区84695部队、西安陆军学院、北京军区51302部队参演。魏积安也参与了同名话剧，并且获得第1届文华表演奖。

## 奖项
| 日期 | 奖项                 | 分类             | 被提名者 | 结果 | 备注 |
| ---- | -------------------- | ---------------- | -------- | ---- | ---- |
| 1991 | 第11届中国电影金鸡奖 | 金鸡奖最佳编剧   | 郑振环   | 提名 |      |
| 1991 | 第11届中国电影金鸡奖 | 金鸡奖最佳男主角 | 魏积安   | 提名 |      |

## 外部连接
- 豆瓣电影上《天边有一簇圣火》的資料 （简体中文）
- 时光网上《天边有一簇圣火》的資料（简体中文）